# Emperor (2006)
Emperor ist ein US-amerikanischer Spielfilm-Porno des Regisseurs Paul Thomas  aus dem Jahr 2006.

## Handlung
Der Regisseur Narciso Nunzio steckt in einer Krise. Er merkt, dass er seine Visionen in Zukunft besser im Bereich der „Erwachsenenunterhaltung“ verwirklichen kann. Dennoch stellt er mit seiner Frau Andrea und seiner Ex-Frau Claudia in Cannes seinen letzten Film vor. Auf dem Filmfestival lernt er dann eine mysteriöse Frau kennen, die ihn in eine Welt aus purer Lust verführt.

## Wissenswertes
Angeblich kam es am Set des Films zu Streitigkeiten zwischen den Darstellern Rocco Siffredi und Janine Lindemulder.

## Auszeichnungen
- 2006: Adult DVD Empire – Best DVD Extras
- 2007: AVN Award – Best Sex Scene Coupling – Film (Manuel Ferrara und Janine Lindemulder)

Der Film war bei den AVN Awards in weiteren 17 Kategorien nominiert.